# 吴金彪
吴金彪（?—?）字荫卿，江苏无锡县人。中华民国军事将领。

## 生平
吴金彪毕业于天津武备学堂。此后，他加入新建陆军，曾任新建陆军左翼步兵一营领官。后来，他历任江西九江镇守使、赣东镇守使、江西军务帮办等职，并获北京政府将军府授予“度威将军”。他在袁世凯去世后投直系。